# 紐卡斯爾安德萊姆 (英國國會選區)
紐卡斯爾安德萊姆（英語：Newcastle-under-Lyme），英國國會一自治市選區，位於英格蘭斯塔福德郡西北部，包括紐卡斯爾安德萊姆區中部十七個地方選區。
本區創設於1354年，1885年以前應選兩席。本區自1922年以來一直支持工黨。2010年大選當區議員保羅·費連尼以38.0%選票成功連任。